# Spione
Spione is een Duitse dramafilm uit 1928 onder regie van Fritz Lang. De film was het debuut van de Nederlandse actrice Lien Deyers.

## Verhaal
Een geheim agent 326 moet een groep spionnen stoppen, maar hij wordt verliefd op Sonja. Zij is een van de spionnen. Hij tracht ook het hoofd te vinden van de organisatie. Hij weet echter niet dat die een weddenschap heeft gesloten met Sonja.

## Rolverdeling
| Acteur             | Personage          |
| ------------------ | ------------------ |
| Rudolf Klein-Rogge | Haghi              |
| Gerda Maurus       | Sonja Barranilkowa |
| Lien Deyers        | Kitty              |
| Louis Ralph        | Hans Morrier       |
| Craighall Sherry   | Jason              |
| Willy Fritsch      | No. 326            |
| Paul Hörbiger      | Franz              |
| Hertha von Walther | Lady Leslane       |
| Lupu Pick          | Dr. Matsumoto      |
| Fritz Rasp         | Kolonel Jellusic   |